# Суканья
Суканья (санскр. सुकन्या) — персонаж индийской мифологии, дочь Шарьяти, внучка Вайвасваты и жена мудреца Чьяваны, которого она при первой встрече случайно ослепила. Мудрец разозлился и наслал на её род раздор. Её отец женил её на Чьяване, чтобы компенсировать его потерю зрения, и Суканья была верна своему мужу.

## Ашвины, Чьявана и Суканья
Божественные близнецы Ашвины однажды заметили, что она невероятно красива, и решили взять её себе в жёны, на Небеса, спросив её, не хочет ли она выйти замуж за одного из них, на что она ответила, что не будет, потому что она уже была замужем, к тому же являясь верной женой. Услышав это Ашвины были довольны и даже предложили вернуть её мужу зрение и молодость, но дали ей условие — они сделают такую же внешность как у них, и если она сможет узнать его, тогда он снова получит зрение. После того, как Суканья приняла это условие, позвала Чьявану и Ашвины преобразили его в озере. Выйдя от туда, они предстали перед Суканьей. Она узнала своего мужа и близнецы оставили его таким навсегда — красивым и зрячим.